# Air Premia
Air Premia (en coréen 에어 프레 미아) est une compagnie aérienne low cost basée à Séoul, en Corée du Sud. La compagnie aérienne a été fondée en 2017 par l'ancien président de Jeju Air, Kim Jong-Cheol,,.

## Histoire
La société a été créée le 27 juillet 2017 par un ancien président de Jeju Air, Kim Jong-Cheol. Elle demande son certificat de transporteur aérien en novembre 2018 et l'obtient en 2019.
En avril 2019, la compagnie aérienne a l'intention de commencer à opérer en 2020 et de louer trois Boeing 787-9 à Aircraft Lease Corporation (ALC), mais a finalement annoncé en acheter cinq. La compagnie dispose de 180 millions d'euros pour débuter ses opérations.
Air Premia prévoit de lancer ses vols tout d'abord vers des routes régionales en Asie du Sud-Est. La compagnie prévoit ensuite lancer des routes vers Londres, Moscou, Paris, Munich, Frankfurt, Vancouver, Toronto, San Francisco, Los Angeles, San José, Asie et Australie à partir de sa base d'ici 2021,.
En avril 2021, Air Premia a reçu son premier Boeing 787-9 et devrait atteindre une flotte de 10 appareils d'ici la fin de 2024.
La compagnie lance ses vols en même temps que deux autres compagnies en Corée du Sud : Aero K et Fly Gangwon.
La compagnie ne veut pas se qualifier de low-cost mais de compagnie « hybride ». Selon elle, Air Premia propose « une haute qualité de service à des prix bas ». Ses avions disposeront de deux classes, une « Premium Economy » et une classe économique. La compagnie mise sa différence sur l'espacement entre sièges, et les services qu'elle propose (repas, bagage inclus dans le billet). Le Wi-Fi est installé dans ses Boeing.

## Flotte
| Avion        | En service | Ordres | Passagers  | Passagers  | Passagers  | Remarques | Les références                                                                                |
| Avion        | En service | Ordres | E +        | E          | Le total   | Remarques | Les références                                                                                |
| ------------ | ---------- | ------ | ---------- | ---------- | ---------- | --------- | --------------------------------------------------------------------------------------------- |
| Boeing 787-9 | 1          | 4      | A préciser | A préciser | A préciser | [ 1 ]     | 1 avion est arrivé à sa base immatriculé HL8387. D'autres avions seront livrés de 2022 à 2024 |
| Le total     | 1          | 4      |            |            |            |           |                                                                                               |